# Ius trium liberorum
El ius trium liberorum que significa "el derecho de los tres hijos" en latín, fue un privilegio concedido a las ciudadanas romanas que habían dado a luz a 3 niños o libertas que habían dado a luz al menos a 4 niños. Fue un resultado directo de la Lex Julia y la Lex Papia Poppæa, cuerpos legislativos introducidos por el emperador Augusto en el 18 a. C. y el 9 d. C. respectivamente. Estos cuerpos de legislación fueron concebidos para aumentar la menguante población de las clases altas de Roma. La intención del ius trium liberorum ha causado que los académicos la interpretasen como una legislación eugenésica. Los hombres que habían recibido el ius trium liberorum estaban descargados de responsabilidades. Las mujeres con ius trium liberorum ya no estarían subyugadas a la tutela mulierum y podían recibir herencias o de lo contrario legarlas a sus hijos. La reacción pública a la ius trium liberorum empero fue en gran parte buscarle lagunas. La posibilidad de tener una gran familia aún no era atractiva. Una persona que destapa a un ciudadano en violación de esta ley tenía derecho a una porción de la herencia involucrada, creando así un lucrativo negocio para los espías profesionales. Los espías se volvieron tan metomentodos que las recompensas se redujeron a un cuarto de su tamaño previo. Con el paso del tiempo el ius trium liberorum fue concedido a estas por los cónsules como recompensas por buenas obras en general, ocupar puestos importantes o como favores personales, no solo la prolífica fecundación. Finalmente el ius trium liberorum fue derogado en el año 534 d. C. por el emperador Justiniano.

## Trasfondo
Durante el periodo augustiniano los órdenes patricios, senatorial y ecuestre fueron disminuyendo en número. Estas clases altas formaban la columna vertebral del Estado, formando la administración civil y militar del imperio. Las poblaciones de estas clases habían sido afectadas por las recientes guerras civiles, la proscripción y lo que era más importante las bajas tasas de natalidad en estas clases. El decrecimiento de las tasas de natalidad fue incluso más dramática de lo normal para el aumento del desarrollo en Roma. La Lex Julia y la Lex Papia Poppæa habían sido capaces de incrementar las tasas de matrimonio entre las clases altas, pero la tasa de natalidad no se había incrementado lo suficiente a través de estos cuerpo de legislación solamente. Por este motivo fue promulgado el ius trium liberorum.

### Implicaciones eugenésicas
Es importante destacar que la población de Italia como un conjunto no estaba decreciendo. De hecho, había estado aumentando. El crecimiento en población fue en gran parte debido al influjo de los esclavos de fuera de Italia, especialmente los esclavos del Este de Europa. El ius trium liberorum por consiguiente ha sido denominada una medida eugenésica por los escolares en tanto que funcionó concretamente para aumentar una población específica que se consideró deseable. Se argumentó que el aspecto del crecimiento poblacional en el ius trium liberorum fue una intención secundaria. Es importante que el ius trium liberorum  se mantuvo en el contexto de la Lex Julia y la Lex Papia Poppæa, lo cual abordó cuestiones concernientes a la pureza de la raza entre estas clases, como las uniones matrimoniales concertadas. James A. Field equiparó el ius trium liberorum con el decreto del Tercer Reich por el cual un judío podía convertirse en un ario honorario en su artículo "A propósito de la Lex Julia y la Lex Papia Poppæa".

## Especificaciones legales
El ius trium liberorum fue una recompensa ganada en conformidad con la Lex Julia y la Lex Papia Poppæa. El privilegio atañó a ambos géneros, pero impactó en las mujeres más que en los hombres. Las especificaciones del ius trium liberorum fueron definidas de la forma que sigue en el libro de Adolf Berger Enciclopedia del Derecho Romano:
Los padres podían reclamar la exención (excusatio) de las cargas públicas y la tutela a la que eran obligados por ley (tutela legitima). La mayoría de las peticiones de ius trium liberorum concernían a las mujeres. Una mujer nacida libre con tres niños y una liberta con cuatro niños (ius trium vel quattuor liberorum) eran liberadas de la tutela a las que estas estaban sujetas (tutela mulierum) y tenían derecho sucesión a la herencia de sus hijos. El ius trium liberorum fue aplicado incluso cuando los niños ya no estaban vivos.
En resumen esto significó que un hombre podía no ser forzado a hacerse cargo de la obligación de la tutela de una mujer. Las mujeres que tenían el número conveniente de niños ya no necesitaba tener un guardián como lo tendrían bajo la tutela mulierum. Esto significó que cuando una mujer ya no estaba sujeta al poder de su padre (patria potestas) o la de su marido (manus) podía actuar independientemente. También ganó el derecho a la herencia que de lo contrario podía ser otorgada a sus niños. A menudo esto significó que ella heredase y poseyese los bienes de su esposo hasta la muerte de este.ref>Field, pg. 408</ref> Como se afirmó anteriormente los niños no necesitaban estar vivos para que contasen de cara al ius trium liberorum. Los niños legítimos fueron contados por hombres y mujeres. Los niños nacidos de un padre desconocido (spurius) contaron de cara al número de niños de una mujer bajo el ius trium liberorum. Un niño considerado por ser un portentum (literalmente un monstruo o ser monstruoso) no era considerado un humano pero aun así contaba de cara al número de niños de una madre bajo el ius trium liberorum. Ambos padres sin embargo podían contar un niño como portentum bajo las leyes contra los padres sin hijos en la Lex Julia y la Lex Papia Poppæa.

## Impacto
Después de ser promulgado este derecho fue considerado valioso, pero pronto se convirtió en un privilegio desconectado con tres o más nacimientos para una ciudadana. Muchas personas no querían la carga de los niños, pero aun así buscaban el ius trium liberorum. Esto atrajo a muchas personas para aprovechar los vacíos en la ley, lo cual a menudo fue completado a través de medios ilegales. Una recompensa consistente en un porcentaje de la herencia involucrada era ofrecido a los espías que atrapaban a otros beneficiándose ilegalmente del ius trium liberorum. Esta recompensa creó un gran número de espías debido a las lucrativas recompensas. Para reducir el problema de los espías la recompensa fue entonces reducida a un cuarto de su tamaño anterior. El ius trium liberorum también fue concedido a personas sin conexión con el número de vástagos como premio por parte del emperador. A menudo era concedido en relación con una buena obra, servicio militar o un favor personal. Muchos famosos romanos que fueron recompensados con ius trium liberorum incluyendo a Suetonio por medio de un favor personal del emperador Trajano a Plinio el Joven,  Marcial por parte del emperador Domiciano en recompensa por la adulación de Marcial, y a Livia en respuesta por la muerte de Druso en el 9 d. C. Los poseedores de grandes navíos eran también recompensados con el ius trium liberorum bajo el Imperio. Siglos después el emperador bizantino Justiniano la acabaría derogando en el 534 d. C.